# Steenweg (Sittard)
De Steenweg is een winkelstraat in de binnenstad van de Nederlandse stad Sittard. Deze loopt van de Voorstad en de Rijksweg Noord en -Zuid tot de Heinseweg en de Stationsstraat waar hij in over gaat. Zijstraten van de Steenweg zijn de Overhovenerstraat en de Bergstraat. De Steenweg is circa 250 meter lang.
In Sittard zijn tal van gevelstenen, zo ook het huis aan de Steenweg 65 dat rijk versierd is met gevelstenen. De één met een bloemmotief en de andere met kinderen erop, dit is om en om gedaan.

## Trivia
Vroeger kende Sittard een andere Steenweg nu Bergerweg geheten, deze loopt van de plaats Berg aan de Maas tot in het centrum van Sittard. Deze weg werd vanwege de toenemende handel tussen 1768 en 1771 aangelegd.

## Fotogalerij

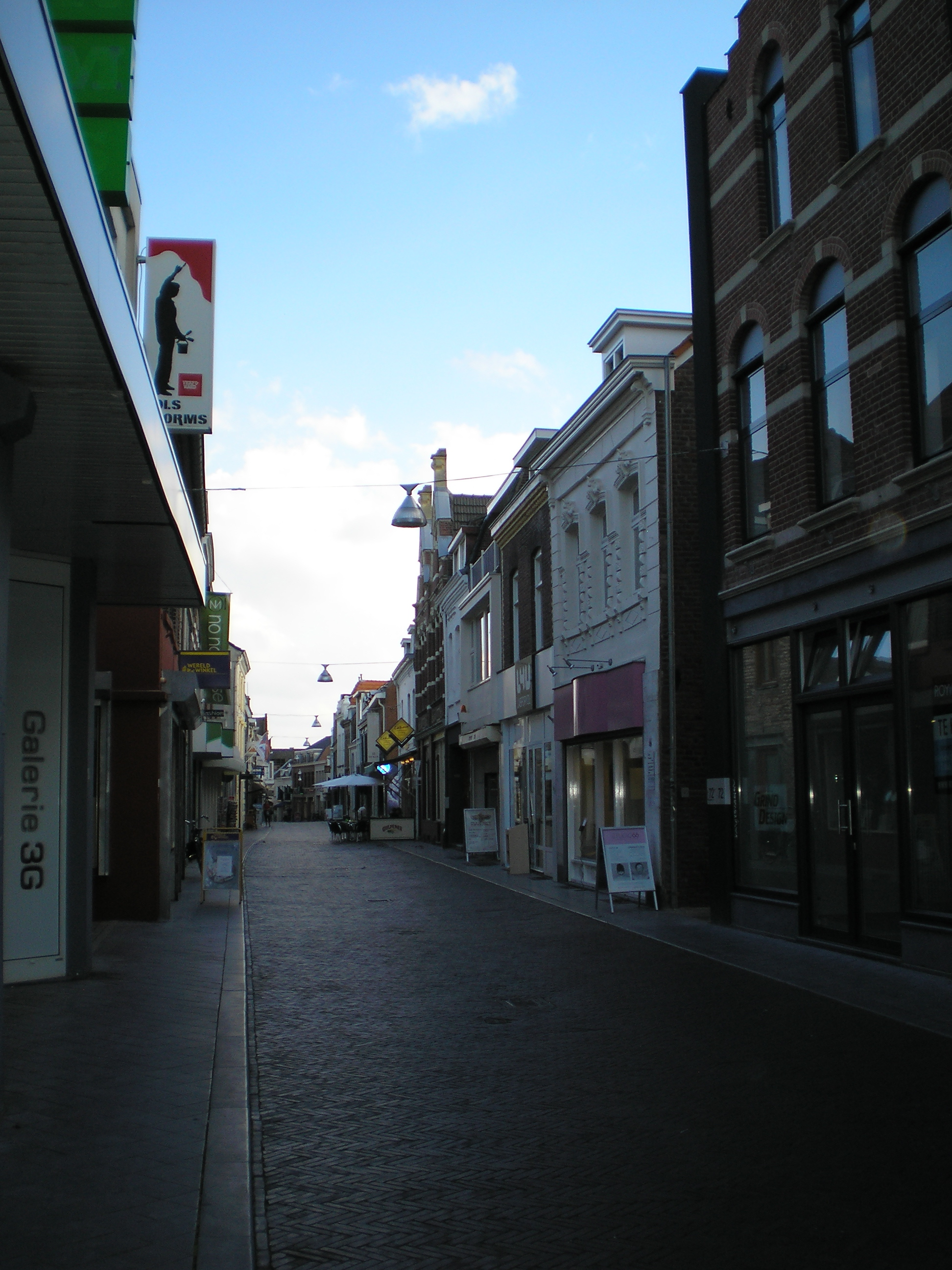
Steenweg in Sittard
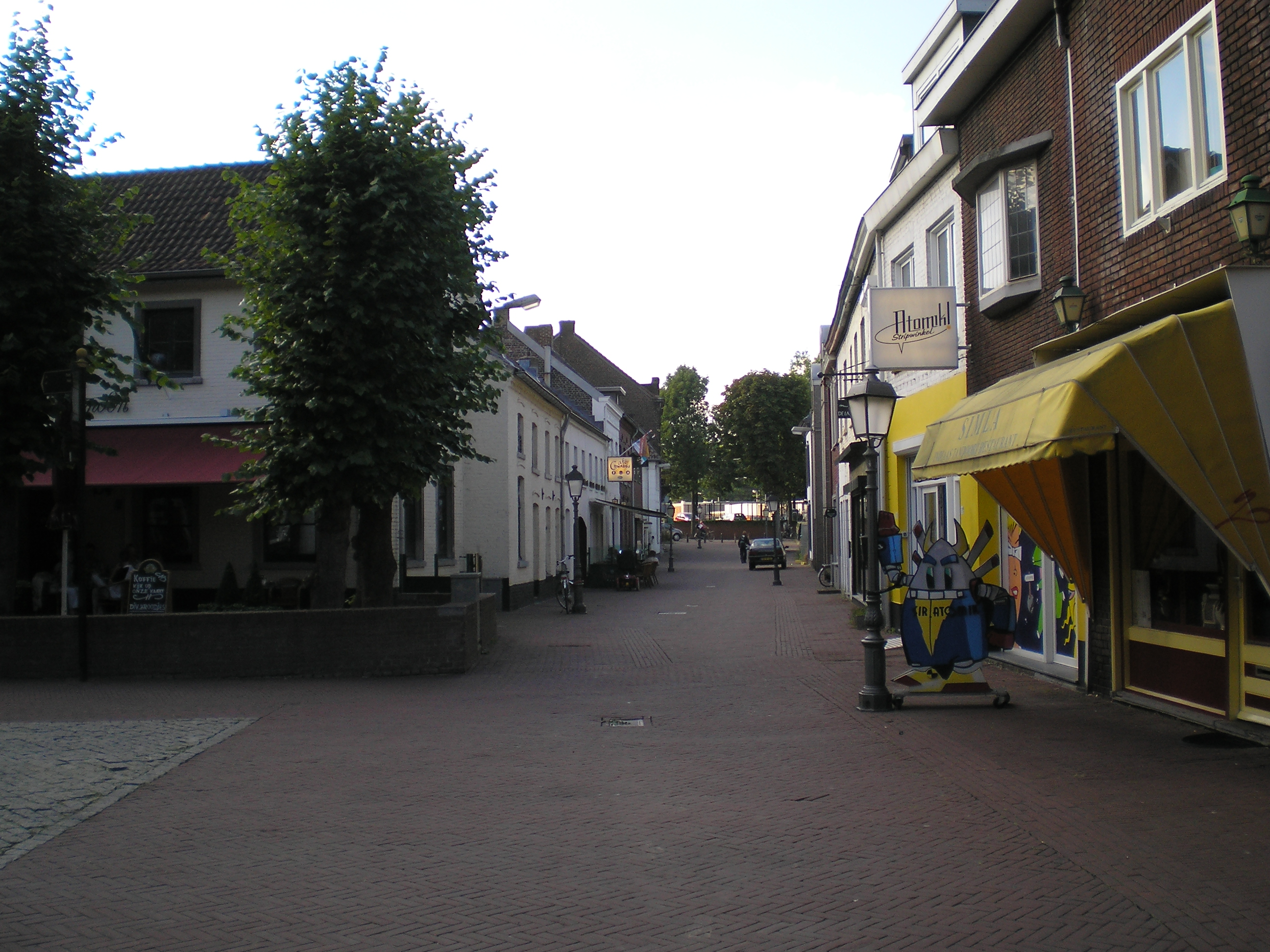
Stationsstraat met daarachter de Stationsdwarsstraat en dan het Stationsplein